# شيلونغ
شيلونغ هي عاصمة ولاية ميغالايا في الهند، و سكانها هم من قومية الخاسيس، وهي على ارتفاع 1525 م عن سطح البحر، شيلونغ هي في الترتيب 330 من المدن الأكبر في الهند ويبلغ عدد سكانها 143.007 نسمة في إحصاءٍ لسنة 2011.

## المناخ
يظهر الجدول التالي التغييرات المناخية على مدار السنة لشيلونغ:
| البيانات المناخية لـشيلونغ                                               | البيانات المناخية لـشيلونغ | البيانات المناخية لـشيلونغ | البيانات المناخية لـشيلونغ | البيانات المناخية لـشيلونغ | البيانات المناخية لـشيلونغ | البيانات المناخية لـشيلونغ | البيانات المناخية لـشيلونغ | البيانات المناخية لـشيلونغ | البيانات المناخية لـشيلونغ | البيانات المناخية لـشيلونغ | البيانات المناخية لـشيلونغ | البيانات المناخية لـشيلونغ | البيانات المناخية لـشيلونغ |
| الشهر                                                                    | يناير                      | فبراير                     | مارس                       | أبريل                      | مايو                       | يونيو                      | يوليو                      | أغسطس                      | سبتمبر                     | أكتوبر                     | نوفمبر                     | ديسمبر                     | المعدل السنوي              |
| ------------------------------------------------------------------------ | -------------------------- | -------------------------- | -------------------------- | -------------------------- | -------------------------- | -------------------------- | -------------------------- | -------------------------- | -------------------------- | -------------------------- | -------------------------- | -------------------------- | -------------------------- |
| الدرجة القصوى °م (°ف)                                                    | 24.9 (76.8)                | 26.1 (79.0)                | 28.1 (82.6)                | 29.8 (85.6)                | 29.5 (85.1)                | 29.5 (85.1)                | 28.2 (82.8)                | 28.4 (83.1)                | 28.0 (82.4)                | 27.8 (82.0)                | 24.5 (76.1)                | 22.5 (72.5)                | 29.8 (85.6)                |
| متوسط درجة الحرارة الكبرى °م (°ف)                                        | 14.6 (58.3)                | 16.8 (62.2)                | 21.0 (69.8)                | 23.3 (73.9)                | 23.3 (73.9)                | 23.7 (74.7)                | 23.7 (74.7)                | 24.2 (75.6)                | 23.2 (73.8)                | 21.7 (71.1)                | 19.1 (66.4)                | 15.9 (60.6)                | 20.8 (69.4)                |
| متوسط درجة الحرارة الصغرى °م (°ف)                                        | 5.7 (42.3)                 | 7.2 (45.0)                 | 11.0 (51.8)                | 13.9 (57.0)                | 15.4 (59.7)                | 17.4 (63.3)                | 17.8 (64.0)                | 17.6 (63.7)                | 16.6 (61.9)                | 14.2 (57.6)                | 10.7 (51.3)                | 7.1 (44.8)                 | 12.9 (55.2)                |
| أدنى درجة حرارة °م (°ف)                                                  | −0.9 (30.4)                | −2.4 (27.7)                | 2.7 (36.9)                 | 6.6 (43.9)                 | 8.5 (47.3)                 | 10.0 (50.0)                | 12.3 (54.1)                | 10.0 (50.0)                | 10.7 (51.3)                | 6.7 (44.1)                 | −0.5 (31.1)                | −3.3 (26.1)                | −3.3 (26.1)                |
| معدل هطول الأمطار مم (إنش)                                               | 12.5 (0.49)                | 20.2 (0.80)                | 42.4 (1.67)                | 116.0 (4.57)               | 266.1 (10.48)              | 430.0 (16.93)              | 461.7 (18.18)              | 296.6 (11.68)              | 289.6 (11.40)              | 186.1 (7.33)               | 30.1 (1.19)                | 16.2 (0.64)                | 2٬167٫4 (85.33)            |
| متوسط الأيام الممطرة                                                     | 1.4                        | 2.2                        | 3.7                        | 9.0                        | 16.3                       | 17.9                       | 18.2                       | 16.1                       | 15.9                       | 8.4                        | 2.4                        | 1.3                        | 112.7                      |
| المصدر: India Meteorological Department (record high and low up to 2010) |                            |                            |                            |                            |                            |                            |                            |                            |                            |                            |                            |                            |                            |

## أعلام
- جون شيفرد بارون
- شيفاجي دوتا
- أميت باول
- أرونداتي روي
- يوجينيسن لينغدوه
- أبو بكر زين العابدين عبد الكلام